# Złotoryja
Złotoryja (Duits: Goldberg in Schlesien) is een stad in het Poolse woiwodschap Neder-Silezië, gelegen in de powiat Złotoryjski. De oppervlakte bedraagt 11,5 km², het inwonertal 16.578 (2005).

## Geschiedenis
Als vindplaats van goud kreeg Goldberg in 1211 zijn naam als de eerste stad in Silezië met Duits (Maagdenburger) stadsrecht. De mijnbouw werd geëxploiteerd door Saksische mijnwerkers. Na een eeuw waren de mijnen uitgeput, maar in de 15de eeuw zou koper gevonden en geëxploiteerd worden en de stad opnieuw bloei brengen. De hertog van Liegnitz, waaronder de stad ressorteerde, stelde zich in 1348 onder de Boheemse kroon en daarmee onder de keizer van het Duitse Rijk. De middeleeuwse welstand die Goldberg verwierf is haar nog altijd aan te zien. In 1522 ging het stadsbestuur over tot de hervorming en stichtte de eerste lutherse middelbare school in Silezië. De groei van de stad kwam tot stilstand in 1553, na een pestepidemie en een grote stadsbrand. De genoemde Latijnse school werd bezocht door Albrecht von Wallenstein, die als Boheems edelman voor Habsburg en dus ook het rooms-katholicisme koos en generaal werd van de keizerlijke troepen in de Dertigjarige Oorlog. Hij bezette in 1633 de stad. De hertogen van Liegnitz hielden het Lutherse geloof in stand, maar na hun uitsterven, in 1683, werd de rekatholicering doorgevoerd. Te kort om veel effect te kunnen hebben want in 1742 veroverde Pruisen Silezië. Textiel-huisindustrie was inmiddels de belangrijkste bron van bestaan geworden maar moderne industrialisering vond pas plaats na 1883, toen de eerste spoorwegaansluiting gerealiseerd werd. De 5.000 inwoners van rond 1800 waren in 1910 nog maar aangegroeid tot 7.000.
In maart 1945 trok het Sovjet-leger de stad binnen. Poolse autoriteiten volgden en noemden de stad in vertaling Złotoryja. De 8.000 bewoners, voor zover niet gevlucht en nog in leven, werden gedeporteerd en vervangen door Polen. Deze namen tot 1990 toe tot 16.000 waarna de groei stagneerde.  

## Geboren in Goldberg-Złotoryja
- Valentin Trotzendorf (1490–1556), humanistisch en protestants hervormer van het schoolwezen.
- Georg Vechner (Vechnerus)1589-1655), calvinistisch theoloog kwam via Heidelberg haar Nederland en werd   predikant in Wirdum (Groningen)
- Johann Daniel Hensel (1757–1839), pedagoog en componist
- Konrad Engelbert Oelsner (1764–1828), deelnemer aan de Franse Revolutie in Parijs, keerde terug naar Duitsland en werd politiek publicist
- Johann Wilhelm Oelsner (1766–1848), hoogleraar filologie in Breslau en fabrikant in Goldberg
- Robert von der Goltz (1811–1855), burgemeester en afgevaardigde in het Frankforter Parlement (1948)
- Mariusz Szczygieł (* 1966) Poolse journalist.
- Friedrich Hoffmann (1875–1951), curator van de universiteit van Koningsbergen (tot 1945, Königsberg)
- Ernst Zinner (1886–1970), astronoom

## Verkeer en vervoer
- Station Złotoryja